# Tượng trưng
Tượng trưng (tiếng Anh: symbol, tiếng Pháp: symbole) theo nghĩa rộng, tượng trưng là hình tượng được biểu hiện ở bình diện kí hiệu, là kí hiệu chứa tính đa nghĩa của hình tượng.
Mọi tượng trưng đều là hình tượng (và hình tượng là tượng trưng ở những mức khác nhau), nhưng phạm trù tượng trưng nhằm chỉ cái phần mà hình tượng vượt khỏi chính nó, chỉ sự hiện diện của một nghĩa nào đó vừa hòa hợp với hình tượng, vừa không đồng nhất hoàn toàn với hình tượng.
Chẳng hạn Sơn Tinh và Thủy Tinh, ngoài ý nghĩa trực tiếp là hai kẻ tình địch trong truyền thuyết còn là tượng trưng cho một cái gì sâu xa mà người ta có thể cắt nghĩa khác nhau. Hình ảnh khách thể và nghĩa hàm là hai cực không tách rời nhau của tượng trưng (bởi vì tách khỏi hình tượng thì nghĩa sẽ mất tính hiển hiện, mà tách khỏi nghĩa thì hình tượng sẽ bị phân rã thành các yếu tố), nhưng tượng trưng được bộc lộ chính là qua cả sự phân li lẫn sự liên kết giữa chúng.
Nhập vào tượng trưng, hình tượng trở nên "trong suốt"; nghĩa sẽ chiếu rọi qua nó, trở thành nghĩa hàm có chiều sâu, có viễn cảnh.
Tượng trưng khác phúng dụ về cơ bản: nghĩa của tượng trưng không thể đem giải mã bằng nỗ lực suy lí bởi vì nó đa nghĩa. Cấu trúc nghĩa hàm của tượng trưng là đa tầng và nó dự tính đến sự kí thác của người tiếp nhận.
Theo nghĩa hẹp, tượng trưng là một dạng chuyển nghĩa (tương tự như phúng dụ). Khi kết hợp hai bình diện: nội dung "vật thể" và nghĩa bóng của nó sẽ tạo thành một đối sánh tượng trưng. Mỗi yếu tố của hệ thống nghệ thuật (ẩn dụ, so sánh, tả phong cảnh, các chi tiết, nhân vật,...) đều có thể trở thành tượng trưng.}}
Nhưng chúng có thành tượng trưng hay không, là do các dấu hiệu:
- Độ cô đúc của sự khái quát nghệ thuật, ví dụ: hình ảnh buổi sáng trong bài Giải đi sớm của Hồ Chí Minh, hình ảnh Ngọn đèn đứng gác của Chính Hữu;
- Dụng ý của tác giả muốn vạch ra ý nghĩa tượng trưng của những điều mình miêu tả, ví dụ: các hình ảnh hoa sen, ngôi saotrong bài Theo chân Bác của Tố Hữu;
- Văn cảnh tác phẩm, hệ thống sáng tác của nhà văn cho thấy một ý nghĩa tượng trưng độc lập với dụng ý miêu tả cụ thể của tác giả, ví dụ: ý nghĩa của hình ảnh buổi hoàng hôn trong các tiểu thuyết của Đốt-xtôi-ép-xki. 4) Văn cảnh văn học của thời đại, ví dụ: hình ảnh non, nước trong văn học Việt Nam đầu thế kỷ,...

Việc nghiên cứu đặc điểm và cấu trúc tượng trưng trong nghệ thuật cho phép hiểu sâu thêm bản chất nghệ thuật của hình tượng văn học, khắc phục quan niệm giản đơn về hình ảnh sao chép như thật.